# بخش لیبرتاد (چاکو)
بخش لیبرتاد (به اسپانیایی: Departamento Libertad) یک منطقهٔ مسکونی در آرژانتین است که در استان چاکو واقع شده‌است. بخش لیبرتاد ۱٬۰۸۸ کیلومتر مربع مساحت و ۱۰٬۸۲۲ نفر جمعیت دارد.